# 장규철 (수영 선수)
장규철(張奎哲, 1992년 6월 11일 ~ )은 대한민국의 수영 선수이다. 강원도청 소속이며 접영이 주종목이다.
2010년 광저우 아시안 게임 수영 남자 200m에서 결선에 올라 1분 59초 07을 기록했으나 6위에 그렸다. 이어 2011년 전국 체전 접영 200m에서 1분57초82을 기록, 2009년 7월 유정남이 제5회 동아시안게임에서 세운 1분57초91을 깨드렸다.

## 수상
- 2012 제9회 아시아수영선수권대회 남자 접영 100m 금메달
- 2011 제92회 전국체육대회 수영 남자일반부 접영 200m 금메달
- 2011 제83회 동아수영대회 남자일반부 접영 200m 금메달
- 2010 제1회 싱가포르 유스 올림픽 접영 50m 은메달
- 2010 제1회 싱가포르 유스 올림픽 남자 수영 접영 100m 금메달
- 2010 제82회 동아수영대회 남자 접영 200m 금메달
- 2010 제82회 동아수영대회 남자 접영 100m 금메달
- 2009 제1회 아시아청소년대회 남자 최우수선수
- 2009 제1회 아시아청소년대회 남자 접영 200m 금메달
- 2009 제1회 아시아청소년대회 남자 접영 100m 금메달
- 2009 제1회 아시아청소년대회 남자 접영 50m 금메달